# Нюксенський район
Ню́ксенський район (рос. Нюксенский район) — адміністративна одиниця Вологодської області Російської Федерації.
Адміністративний центр — село Нюксениця.

## Географія
Район розташований на північному сході області, межує з Устьянським районом Архангельської області на півночі, з Великоустюзьким і Кічменгсько-Городецьким районами на сході, з Тотемським і Бабушкінським районами на півдні, з Тарнозьким районом Вологодської області на заході.

## Історія
Район утворений 18 квітня 1924 року.
2004 року зі складу Нюксенського району до складу сусіднього Бабушкінського району передано селище Ілезка.

## Населення
Населення району становить 8357 осіб (2019; 9777 у 2010, 11714 у 2002).

## Адміністративно-територіальний поділ
На території району 4 сільських поселення:
| Поселення                        | Площа, км² | Населення, осіб (2002) | Населення, осіб (2010) | Населення, осіб (2019) | Центр     | Населені пункти |
| -------------------------------- | ---------- | ---------------------- | ---------------------- | ---------------------- | --------- | --------------- |
| Востровське сільське поселення   | -          | 909                    | 720                    | 519                    | Востре    | 9               |
| Городищенське сільське поселення | -          | 2835                   | 2152                   | 1755                   | Городищна | 65              |
| Ігмаське сільське поселення      | -          | 996                    | 761                    | 556                    | Ігмас     | 5               |
| Нюксенське сільське поселення    | -          | 7250                   | 6144                   | 5527                   | Нюксениця | 49              |

- 8 квітня 2009 року ліквідовано Бобровське сільське поселення, Красавинське сільське поселення та Уфтюзьке сільське поселення, їхні території увійшли до складу Нюксенського сільського поселення; ліквідовані Брусенське сільське поселення та Брусноволовське сільське поселення, їхні території увійшли до складу Городищенського сільського поселення[5].

## Найбільші населені пункти
Нижче подано населені пункти з чисельністю населення понад 1000 осіб:
| № | Населений пункт | Населення, осіб (2002) | Населення, осіб (2010) |
| - | --------------- | ---------------------- | ---------------------- |
| 1 | Нюксениця       | 4407                   | 4271                   |